# Tour della nazionale maschile di rugby a 15 delle Figi 1994
Tra le due edizioni del 1992 e del 1995 della Coppa del mondo di rugby, la nazionale di rugby delle Isole Figi si è recata più volte in Tour.
Nel 1994 gli isolani si recano prima in Giappone poi in Nuova Zelanda. Le due sconfitte con i giapponesi sono la conferma di una crisi, che ha portato anche all'eliminazione dalla fase finale della Coppa del Mondo di rugby 1995.

## Risultati
| Kumugaya 1º maggio 1994 | Japan University | 21 – 22 | Figi XV |  |

| Hakatanomori 4 maggio 1994 | Giappone A | 22 – 6 | Figi XV |  |

| Arbitro: | Pearse Higgins |

| |            | |
| Masuho, Nishida 2 | mt         | Batimala, Sisiwa, Vidiri |
| Matsuo 3 | tr         | Tawake |
| 15.Kiyoshi Imaizumi, 14.Terunori Masuho, 13.Eiji Kutsuki, 12.Yukio Motoki, 11.Yoshihito Yoshida, 10.Katsuhiro Matsuo, 9.Hideki Nishida, 8.Sione-Tupo Latu Mailangi, 7.Sinali-Tui Latu, 6.Hiroyuki Kajihara, 5.Takashi Akatsuka, 4.Bruce Ferguson, 3.Masanori Takura, 2.Masahiro Kunda (cap.), 8.Osamu Ota | Formazioni | 15.Ilaisa Saukuru, 14.Pat Tuidraki, 13.Savenaca Aria, 12.Esala Nauga, 11.Manasa Sisiwa, 10.Apisai Mucunabitu, 9.Sami Rabaka Nasagavesi, 8.Ifereimi Tawake (cap.), 7.Alfi Mocelutu Vuivau, 6.Jonas Campbell, 5.Ilaitia Savai, 4.Maka Kafoa, 3.Sekove Sadria, 2.Eminoni Batimala, 1.Gabrieli Penjueli - Sostituti: Joeli Vidiri, Aloesi Elder, Napolini Vitau, Isikeli Basiyalo, Livai Rasala |

| Mizuho 11 maggio 1994 | Giappone A | 9 – 10 | Figi XV |  |

| Arbitro: | Pears Higigns |

| |            | |
| Masuho, Matsuda | mt         | Vidiri |
| Nagatomo 2 | tr         | |
| Nagatomo 2 | c.p.       | Tawake |
| 15.Tsutomu Matsuda, 14.Terunori Masuho, 13.Eiji Kutsuki, 12.Yukio Motoki, 11.Yoshihito Yoshida, 10.Katsuhiro Matsuo, 9.Yogi Nagatomo, 8.Sione-Tupo Latu Mailangi, 7.Sinali-Tui Latu, 6.Hiroyuki Kajihara, 5.Bruce Ferguson, 4.Yoshihiko Sakuraba, 3.Kazuaki Takahashi, 2.Masahiro Kunda (cap.), 1.Yasunobu Sato | Formazioni | 15.Rasolosolo Bogisa, 14.Joeli Vidiri, 13.Esala Nauga, 12.Apisai Mucunabitu, 11.Pat Tuidraki, 10.Ilaisa Saukuru, 9.Sami Rabaka Nasagavesi, 8.Alfi Mocelutu Vuivau, 7.Ifereimi Tawake (cap.), 6.Jonas Campbell, 5.Ilaitia Savai, 4.Maka Kafoa, 3.Livai Rasala, 2.Eminoni Batimala, 1.Sekove Sadria |

| Paeroa Domain 18 maggio 1994 | Thames Valley | 16 – 35 | Figi XV |  |

| Ruatoria 21 maggio 1994 | East Coast | 6 – 62 | Figi XV |  |

| Roturoa 24 maggio 1994 | Bay of Plenty | 36 – 26 | Figi XV |  |

| Palmerston North 27 maggio 1994 | Nuova Zelanda Universitaria | 11 – 5 | Figi XV |  |

| Levin Park 1º giugno 1994 | Horowenhua | 25 – 42 | Figi XV |  |

| Arbitro: | Steve Walsh |

| |            | |
| Howarth, Timu, Winiata | mt         | Vidiri |
| Howarth 2 | tr         | Saukuru |
| Howarth 5 | c.p.       | Saukuru 2 |
| 15.John Timu, 14.Glen Osborne, 13.George Konia, 12.Mark Mayerhofler, 11.Eric Rush, 10.Shane Howarth, 9.Stu Forster, 8.Arran Pene (cap.), 7.James Winiata, 6.Jamie Joseph, 5.Grant Kelly, 4.Mark Cooksley, 3.Kevin Nepia, 2.Norm Hewitt, 1.Graham Hurunui - Sostituti: Slade McFarland | Formazioni | 15.Ilaisa Saukuru, 14.Joeli Vidiri, 13.Pat Tuidraki, 12.Joni Toloi, 11.Esala Nauga, 10.Filipe Rayasi, 9.Jason McLennan, 8.Alfi Mocelutu Vuivau, 7.Ifereimi Tawake (cap.), 6.Sitaveni Matalulu, 5.Ilaitia Savai, 4.Jonas Campbell, 3.Joeli Veitayaki, 2.Eminoni Batimala, 1.Sekove Sadria |